# Champions Trophy mannen 2011
De 33e editie van de Champions Trophy hockey voor mannen vond plaats van 3 december 2011 tot en met 11 december 2011 in het Nieuw-Zeelandse Auckland. Het is de eerste editie met acht in plaats van zes deelnemers. India zou het toernooi organiseren maar op 5 september 2011 ontnam de FIH de organisatie van India vanwege bestuurlijke problemen in het Indiase hockey. Nieuw-Zeeland vervangt bovendien India als deelnemer.
De deelnemers waren in eerste instantie, per definitie, het gastland, de regerend olympisch kampioen (2008), de regerend wereldkampioen (2010) en de winnaar van de vorige Champions Trophy. De landen werden aangevuld met de beste landen van het vorige wereldkampioenschap, eventueel uitgezonderd het land dat bij de vorige Champions Trophy als laatste eindigde.
Door de uitbreiding naar acht landen heeft de FIH dit deelnemersveld worden aangevuld met twee landen en koos voor Zuid-Korea (nr. 6 van de wereldranglijst van augustus 2010) en Pakistan (winnaar Asian Games 2010, nr. 8 op diezelfde wereldranglijst).

## Geplaatste landen
- Australië (regerend wereldkampioen, titelhouder)
- Duitsland (regerend olympisch kampioen)
- Engeland (vierde op het wereldkampioenschap)
- Nederland (derde op het wereldkampioenschap)
- Nieuw-Zeeland (gastland)
- Pakistan (uitgenodigd door de FIH)
- Spanje (vijfde op het wereldkampioenschap)
- Zuid-Korea (uitgenodigd door de FIH)

Alle tijden zijn Nieuw-Zeelandse Zomertijd (UTC+13).

## Scheidsrechters
- Hamish Jamson
- German Montes
- Nigel Iggo
- Kim Hong-Lae
- Peter Wright

- Murray Grime
- Satoshi Kondo
- Nathan Stagno
- Gareth Greenfield
- Haider Rasool

## Uitslagen

### Eerste ronde

#### Groep A
| № | Land      | WG | W | G | V | DV | DT | +/– | Punten |
| - | --------- | -- | - | - | - | -- | -- | --- | ------ |
| 1 | Australië | 3  | 3 | 0 | 0 | 13 | 4  | +9  | 9      |
| 2 | Spanje    | 3  | 2 | 0 | 1 | 14 | 6  | +8  | 6      |
| 3 | Engeland  | 3  | 1 | 0 | 2 | 4  | 13 | −9  | 3      |
| 4 | Pakistan  | 3  | 0 | 0 | 3 | 4  | 12 | −8  | 0      |

#### Groep B
| № | Land          | WG | W | G | V | DV | DT | +/– | Punten |
| - | ------------- | -- | - | - | - | -- | -- | --- | ------ |
| 1 | Nederland     | 3  | 2 | 1 | 0 | 8  | 5  | +3  | 7      |
| 2 | Nieuw-Zeeland | 3  | 1 | 1 | 1 | 10 | 6  | +4  | 4      |
| 3 | Duitsland     | 3  | 1 | 1 | 1 | 7  | 7  | 0   | 4      |
| 4 | Zuid-Korea    | 3  | 0 | 1 | 2 | 4  | 11 | −7  | 1      |

### Tweede ronde

#### Groep C
| № | Land          | WG | W | G | V | DV | DT | +/– | Punten |
| - | ------------- | -- | - | - | - | -- | -- | --- | ------ |
| 1 | Australië     | 3  | 3 | 0 | 0 | 9  | 5  | +4  | 9      |
| 2 | Spanje        | 3  | 2 | 0 | 1 | 8  | 6  | +2  | 6      |
| 3 | Nieuw-Zeeland | 3  | 0 | 1 | 2 | 6  | 8  | −2  | 1      |
| 4 | Nederland     | 3  | 0 | 1 | 2 | 6  | 10 | −4  | 1      |

| 8 december 16:05 |       |               |  |
| Spanje           | 3 – 2 | Nieuw-Zeeland |  |
|                  |       |               |  |

| 8 december 18:05 |       |           |  |
| Nederland        | 2 – 4 | Australië |  |
|                  |       |           |  |

| 10 december 16:05 |       |        |  |
| Nederland         | 1 – 3 | Spanje |  |
|                   |       |        |  |

| 10 december 18:05 |       |               |  |
| Australië         | 2 – 1 | Nieuw-Zeeland |  |
|                   |       |               |  |

#### Groep D
| № | Land       | WG | W | G | V | DV | DT | +/– | Punten |
| - | ---------- | -- | - | - | - | -- | -- | --- | ------ |
| 1 | Duitsland  | 3  | 2 | 1 | 0 | 10 | 4  | +6  | 7      |
| 2 | Engeland   | 3  | 2 | 0 | 1 | 7  | 6  | +1  | 6      |
| 3 | Pakistan   | 3  | 1 | 0 | 2 | 7  | 9  | −2  | 3      |
| 4 | Zuid-Korea | 3  | 0 | 1 | 2 | 8  | 13 | −5  | 1      |

| 8 december 12:05 |       |            |  |
| Pakistan         | 6 – 2 | Zuid-Korea |  |
|                  |       |            |  |

| 8 december 14:05 |       |          |  |
| Duitsland        | 1 – 2 | Engeland |  |
|                  |       |          |  |

| 10 december 12:05 |       |          |  |
| Duitsland         | 5 – 0 | Pakistan |  |
|                   |       |          |  |

| 10 december 14:05 |       |            |  |
| Engeland          | 4 – 3 | Zuid-Korea |  |
|                   |       |            |  |

### Plaatsingswedstrijden

#### 7e/8e plaats
| 11 december 18:05 |       |            |  |
| Pakistan          | 5 – 4 | Zuid-Korea |  |
|                   |       |            |  |

#### 5e/6e plaats
| 11 december 18:05 |       |          |  |
| Duitsland         | 1 – 0 | Engeland |  |
|                   |       |          |  |

#### Troostfinale
| 11 december 18:05 |       |           |  |
| Nieuw-Zeeland     | 3 – 5 | Nederland |  |
|                   |       |           |  |

#### Finale
| 11 december 18:05 |       |        |  |
| Australië         | 1 – 0 | Spanje |  |
|                   |       |        |  |

## Eindstand
1. Australië
2. Spanje
3. Nederland
4. Nieuw-Zeeland
5. Duitsland
6. Engeland
7. Pakistan
8. Zuid-Korea

## Ereprijzen
| Beste speler | Topscorer   | Beste doelman | Fair Play Trophy |
| ------------ | ----------- | ------------- | ---------------- |
| Santi Freixa | Jamie Dwyer | Kyle Pontifex | Australië        |